# تغميد بالنحاس

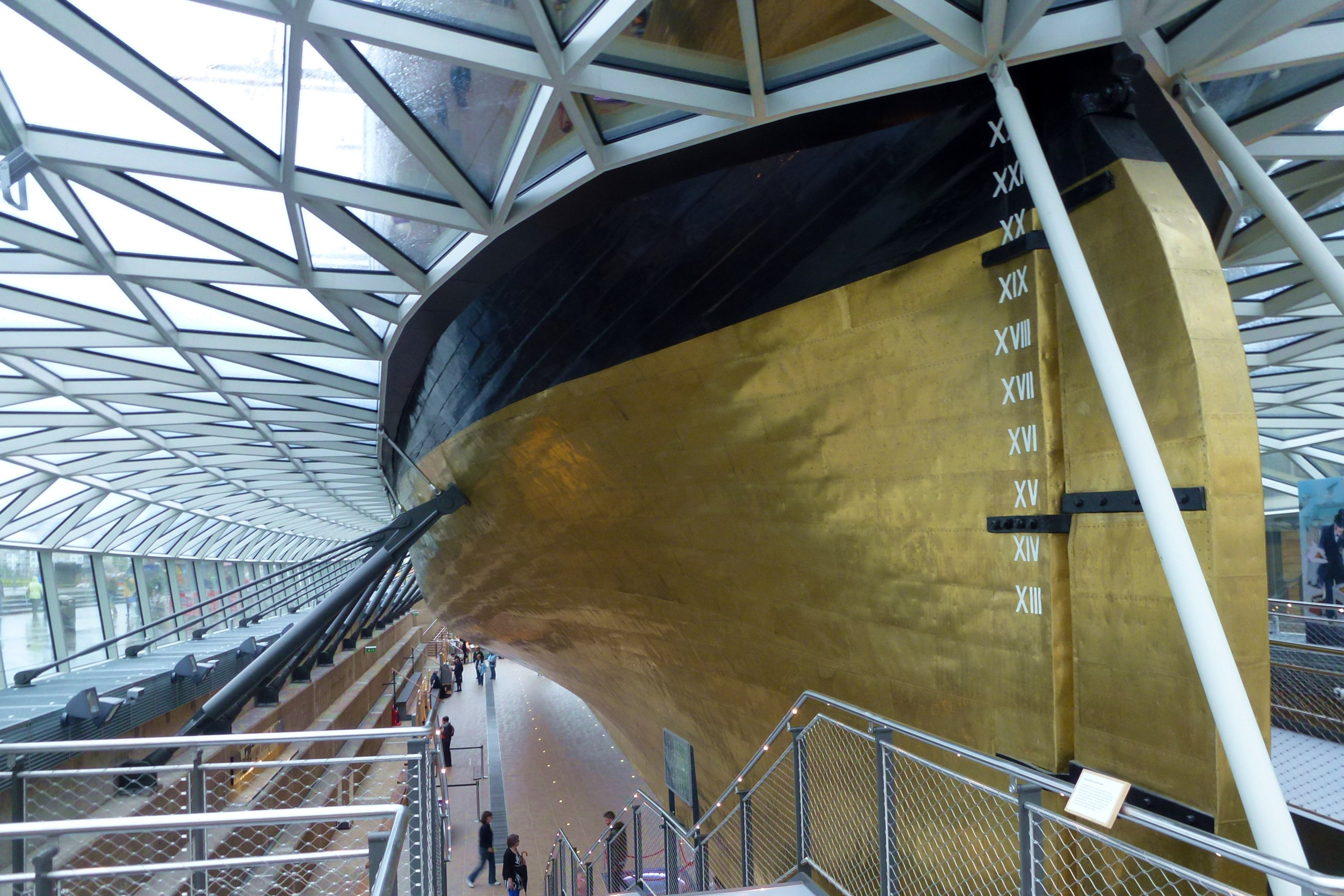
بدن سفينة قديمة مغمد بسبيكة من النحاس

التغميد بالنحاس هو أسلوب لحماية بدن القوارب والسفن القديمة بالتصفيح بالنحاس على الألواح الخشبية تحت خط الماء للحماية من دودة السفن ومن محارات البرنقيل ومن الكائنات البحرية الأخرى.
كان هذا الأسلوب مستخدماً بكثرة من البحرية البريطانية في القرن الثامن عشر.